# 劉正學
刘正学，字止一，号岱云，明末清初政治人物。
明天启元年八月十日生，刘季木长子。崇祯十七年二月民末义军攻城，其参与抵御。四年福王监国金陵，改元弘光，其携家难度，至淮阳，藩镇刘泽清欲留用，没有答应。抵金，宁南侯左良玉招募，亦不就任。清顺治元年十月以儒生授守备，二年五月清军攻破金陵后，他寄籍广州、定州，七月授南游击，三年十月破清军于信宜，升参将，五年正月升南韶副总兵官，大寇李興掠南阳，其率军攻破，八月被信丰败将杜永和扣押于舟中，随后释放。十四年三月转济南浮標中营游击，授昭武将军，十七年二月归。康熙十一年二月，他在儒林庄建支祠，十月监修县志，十四年六月修族谱，十七年正月南游江、浙及冬而还，卅三年十二月初十日卒。